# Общая политика безопасности и обороны

Участие в европейских оборонных организациях

Герб Военного штаба Европейского союза

Общая политика безопасности и обороны (англ. Common Security and Defence Policy, CSDP), ранее известная как Европейская политика безопасности и обороны (англ. European Security and Defence Policy, ESDP) — основной элемент Общей внешней политики и политики безопасности Европейского союза (ЕС) и сфера политики ЕС, касающаяся оборонных и военных аспектов, а также гражданского кризисного управления. ESDP стало преемником Европейской безопасности и обороны (англ. European Security and Defence Identity).
Формально Общая политика безопасности и обороны — это сфера Европейского совета, который является учреждением ЕС, в котором встречаются главы государств-членов. Тем не менее Верховный представитель Союза по иностранным делам и политике безопасности (в настоящее время Жозеп Боррель) также играет значительную роль.
Европейская политика безопасности следовала несколькими разными путями в течение 1990-х годов, развивающимися одновременно в рамках Западноевропейского союза, НАТО и в рамках самого Евросоюза.

## История
Первой попыткой создать общеевропейские вооружённые силы стал Западноевропейский союз (ЗЕС). Вопросы обороны и безопасности, относившиеся ранее к ЗЕС, в сферу компетенции Евросоюза были включены подписанным в 1997 году Амстердамским договором. 
Список конкретных задач, решать которые европейские вооруженные силы могли бы отдельно, вместе или параллельно с НАТО, был принят ещё в 1992 году до роспуска ЗЕС и включал главным образом миротворческие операции («Петерсбергская декларация»). В 1999 году Европейский совет постановил, что к 2003 году члены ЕС должны иметь силы численностью 50-60 тыс. человек, способные к развертыванию в течение 60 дней и нахождению в зоне кризиса не менее года для решения «Петерсбергских задач». В 2001 году были созданы Военный комитет Европейского союза и Военный штаб Европейского союза.
Первой военной операцией ЕС без привлечения ресурсов НАТО стала миротворческая операция «Артемис» в Демократической Республике Конго в 2003 году. В том же 2003 году была начата полицейская миссия ЕС в Боснии и Герцеговине, а также была проведена операция Concordia в Македонии, которая затем была заменена полицейской миссией PROXIMA.
21 марта 2022 года ЕС опубликовал первую в своей истории оборонную стратегию — «Стратегический компас». Лидеры государств – участников ЕС договорились о практических способах применения статьи 44 Договора о Европейском союзе, в соответствии с которой по поручению Совета ЕС группа желающих стран-членов может самостоятельно осуществлять военные операции, используя структуры и возможности ЕС. Также было принято решение о создании к 2025 году сил быстрого реагирования, состоящих из сухопутных, морских и воздушных формирований, размером до 5 тыс. человек, которые будут способствовать реализации задачи проведения ЕС множества небоевых миссий одновременно с двумя небольшими боевыми операциями или одной боевой операции среднего размера.

### Соглашение «Берлин-плюс» и отношения с НАТО

Карта стран Европы, являющихся членами ЕС и НАТО
только член ЕС
только член НАТО
член обеих организаций